# Enracius longipes
Enracius longipes är en skalbaggsart som beskrevs av Roger Paul Dechambre 1999. Enracius longipes ingår i släktet Enracius och familjen Dynastidae. Inga underarter finns listade i Catalogue of Life.